# فيصل غازي فيصل
فيصل غازي فيصل (18 أكتوبر 1980 بغداد العراق - ) هو لاعب كرة قدم عراقي.

## روابط خارجية
- فيصل غازي فيصل على موقع IBSF (الإنجليزية)